# Argyrodes kumadai
Argyrodes kumadai är en spindelart som beskrevs av Chida och Akio Tanikawa 1999. Argyrodes kumadai ingår i släktet Argyrodes och familjen klotspindlar. Inga underarter finns listade i Catalogue of Life.

## Bildgalleri

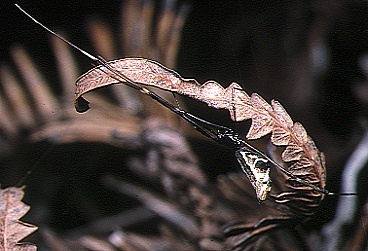
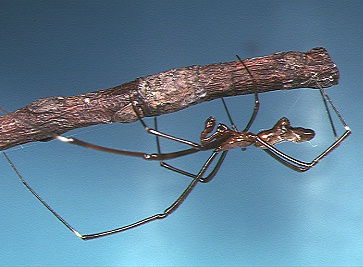